# 破傷風梭菌
破傷風梭菌（學名：Clostridium tetani）是一種常見的梭菌屬杆狀專性厭氧菌，外觀類似網球拍和雞腿，是破傷風的病原體。若進入到傷口深處，則會滋生並產生劇毒，稱為破傷風痙攣毒素，干擾運動神經元，造成破傷風。破傷風類毒素疫苗能夠阻礙該毒素作用，各地常為兒童接種，以作預防。
破傷風梭菌通常有0.5μm寬和2.5μm長。
破傷風梭菌雖不能生長在有氧氣的情況下，其孢子耐受力強，可於世界各地土壤或動物消化道找到。生活並分佈在世界各地的土壤中以及各種牲畜和伴侶動物的腸道中。且在33至37°C的溫度範圍內生長最好。
破傷風梭菌的孢子非常耐寒，耐熱，耐各種防腐劑，可煮沸幾分鐘。

## 特徵

破傷風梭菌示意圖：圖一是單獨的細菌，圖二是細菌產生孢子的過程，圖三是單獨的孢子。

各種條件下，破傷風梭菌都會脫落鞭毛形成內生孢子。每個破傷風梭菌都可以形成孢子，一般孢子形成在破傷風梭菌的一端，形成鼓槌的形狀。

## 演化
破傷風梭菌屬於梭菌屬，而梭菌屬是一個廣泛的組群，包含百多種革蘭氏陽性細菌。其中近百個物種，又比任何其他從基因上更密切。該集群包括肉毒梭菌和產氣莢膜梭菌。與破傷風梭菌最近的近親是梭狀芽孢桿菌。

## 疾病

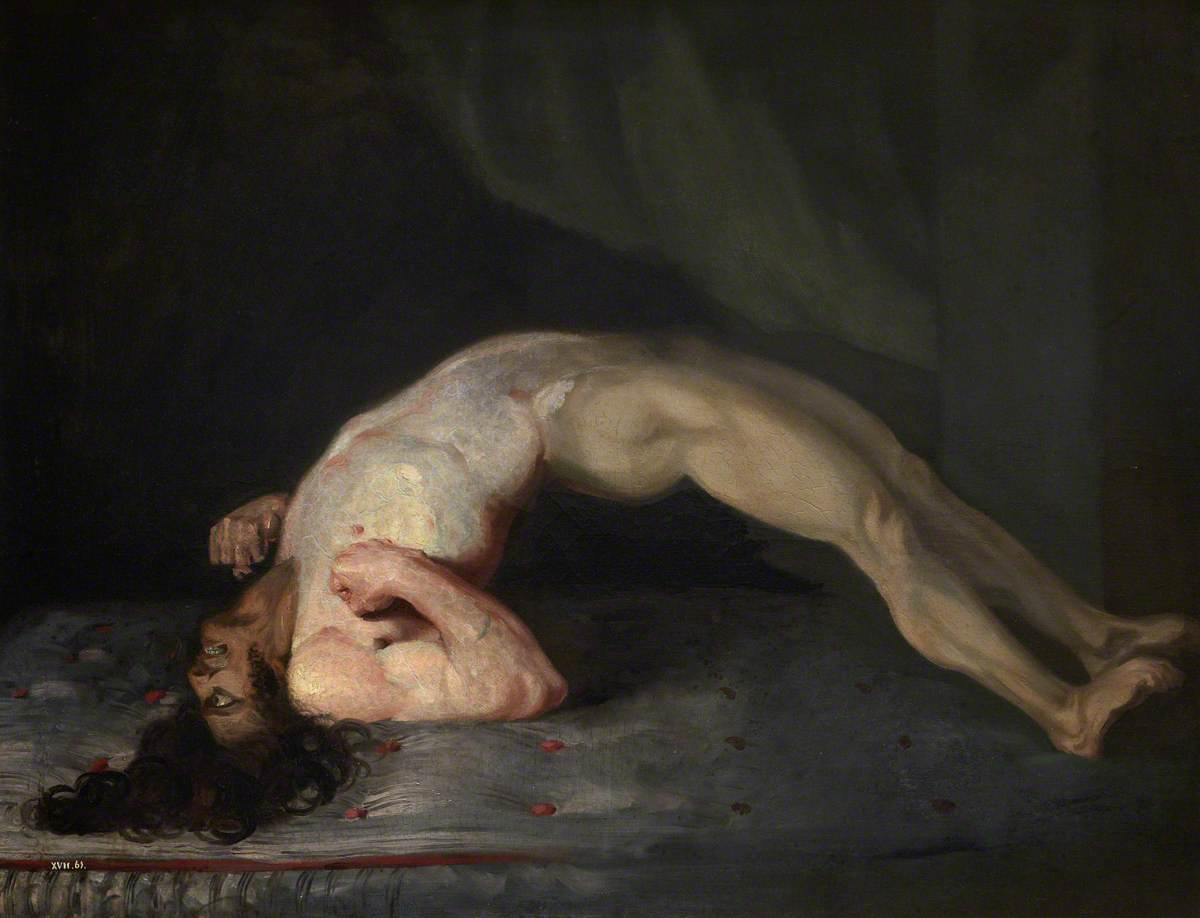
一個因破傷風而肌肉痙攣的人，由英属印度藏学家查爾斯·貝爾於1809年繪。

雖然破傷風梭菌在土壤或動物腸道中大多是良性，但有時依然會導致嚴重的破傷風。疾病通常始於孢子通過傷口進入人體。深傷口中，例如被鐵釘頂穿大腿，壞死組織和低氧環境，會使破傷風梭菌孢子發芽。當破傷風梭菌在傷口部位生長時，會滋生並產生劇毒外毒素、tetanolysin和破傷風痙攣毒素，干擾運動神經元，造成破傷風。tetanolysin的功能尚不清楚，它可能有助於破傷風梭菌感染。破傷風痙攣毒素是已知最有效的毒素之一，估計致死劑量低於每公斤體重2.5納克，是造成破傷風症狀的原因。
破傷風梭菌通過淋巴系統和血液傳播，並被吸收到神經系統的各個部分。
在神經系統中，破傷風梭菌阻斷運動神經末梢的抑制神經遞質甘氨酸和γ-氨基丁酸的釋放。這種封鎖導致運動神經元廣泛激活而全身痙攣。肌肉痙攣通常從身體頂部開始並向下移動，先感染頜，然後腹部肌肉，再然後是四肢。肌肉痙攣會持續數週。
在許多破傷風梭菌菌株攜帶的質粒上發現了編碼破傷風痙攣的基因；缺乏該質粒的菌株不產生毒素。破傷風痙攣在細菌生理學中的作用是未知的。

### 治療和預防
許多抗生素對破傷風梭菌有效，包括氯黴素、克林黴素、紅黴素、青黴素和四環素。然而，用抗生素治療破傷風梭菌感染的有效性仍不清楚。
此外，苯二氮卓或肌肉鬆弛劑可用於減少影響肌肉痙攣。
破傷風梭菌感染造成的損害通常由甲醛滅活的破傷風疫苗來預防。疫苗的商業生產方式是大量種植破傷風梭菌，然後純化毒素並在40%甲醛中滅活4至6週的。通常與白喉類疫苗和某種形式的百日咳疫苗合為DPT疫苗或DTaP。疫苗會分開數次施打，每針之間相隔數月或數年，以引發免疫反應，保護宿主免受毒素影響。

## 研究
破傷風梭菌可在各種厭氧培養基生長，例如巰基乙酸鹽培養基、酪蛋白水解物培養基等。培養物在中性至鹼性pH值的培養基上生長特別好。
破傷風梭菌菌株的基因組已被測序，包含280萬個鹼基對和2,373個蛋白質編碼基因。

## 歷史
至少早在公元前4世紀希波克拉底就寫了破傷風的臨床描述。不過第一次與土壤明確聯繫是在1884年，1884年普魯士人亞瑟·尼古拉耶發現動物注射土壤樣本的患破傷風。
1889 年，日本醫學家北里柴三郎從人類受害者身上分離出破傷風梭菌，後來證明這種生物體注射到動物體內也會產生疾病，並且毒素可被特定抗體中和。
1897年，法國獸醫埃德蒙·諾卡爾發現破傷風抗毒素可在人體中引起被動免疫，可用於預防和治療。
第一次世界大戰，馬的破傷風抗血清被廣泛用於預防受傷士兵破傷風，所以戰爭期間破傷風病例急劇減少。
用甲醛滅活破傷風毒素的現代方法是由加斯頓·拉蒙在1920年開發的。
很快，1924年P. Descombey開發了破傷風類毒素疫苗，該疫苗被廣泛用於預防二戰期間因戰傷引起的破傷風。

## 延伸閱讀
- Clinical Microbiology, ISBN 0-940780-49-6

## 外部連結
- 微生物免疫學-Clostridium tetani(破傷風梭孢桿菌) （页面存档备份，存于）
- （英文）Pathema-梭菌（Clostridium）信息資源網